# Пам'ятник жертвам Голодомору (Канберра)
Пам'ятник жертвам зумовленого штучно голодомору-геноциду в Україні 1932—1933 років (англ. Memorial to victims of the 1932-1933 enforced famine-genocide 1932-1933 in Ukraine) — встановлений у 1985 році меморіал на території Українського Православного Центру в столиці Австралії Канберрі. Складається з двох частин монумента у формі хреста та його символічної тіні з мозаїки на стіні церкви Святого Миколая. Меморіал знаходиться на відстані 230 метрів від Посольства України в Австралії та добре проглядається з вулиці.
Ініціатором встановлення пам'ятника і автором ідеї був голова відділення Союзу Українських Організацій в Австралії в Новому Південному Уельсі Юрій Менцинський.
Меморіал зводився коштом української діаспори Австралії, проект виконав Юрій Денисенко.
Будівництво почалося 1983-го, офіційне відкриття відбулося 1985 року, на церемонії був присутній майбутній прем'єр-міністр Австралії Джон Говард. Пам'ятник було освячено ієрархами УАПЦ в діаспорі та УГКЦ.
Також на території Українського Православного Центру, який має назву «Пам'ятник 1000-ліття Хрещення України», розміщується музей, який серед інших має експонати про розкуркулення та голодомор в Україні 1932-33 років.
Кожний рік у листопада біля меморіалу українська громада Австралії вшановує пам'ять жертв Голодомору-геноциду та запалює свічки скорботи.
11 грудня 2014 року в часі офіційного візиту до Австралії Меморіал відвідав Президент України Петро Порошенко.

## Галерея

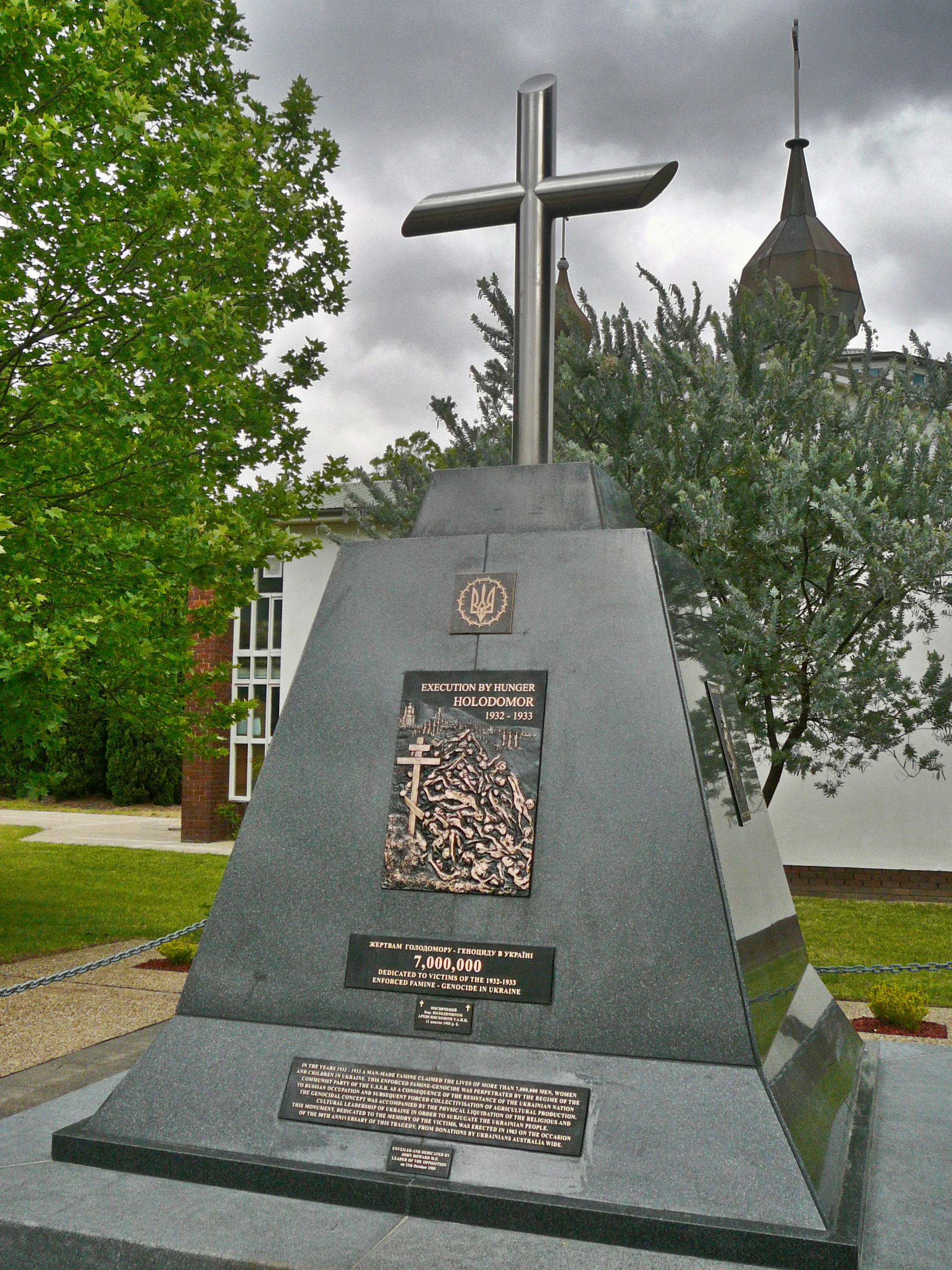
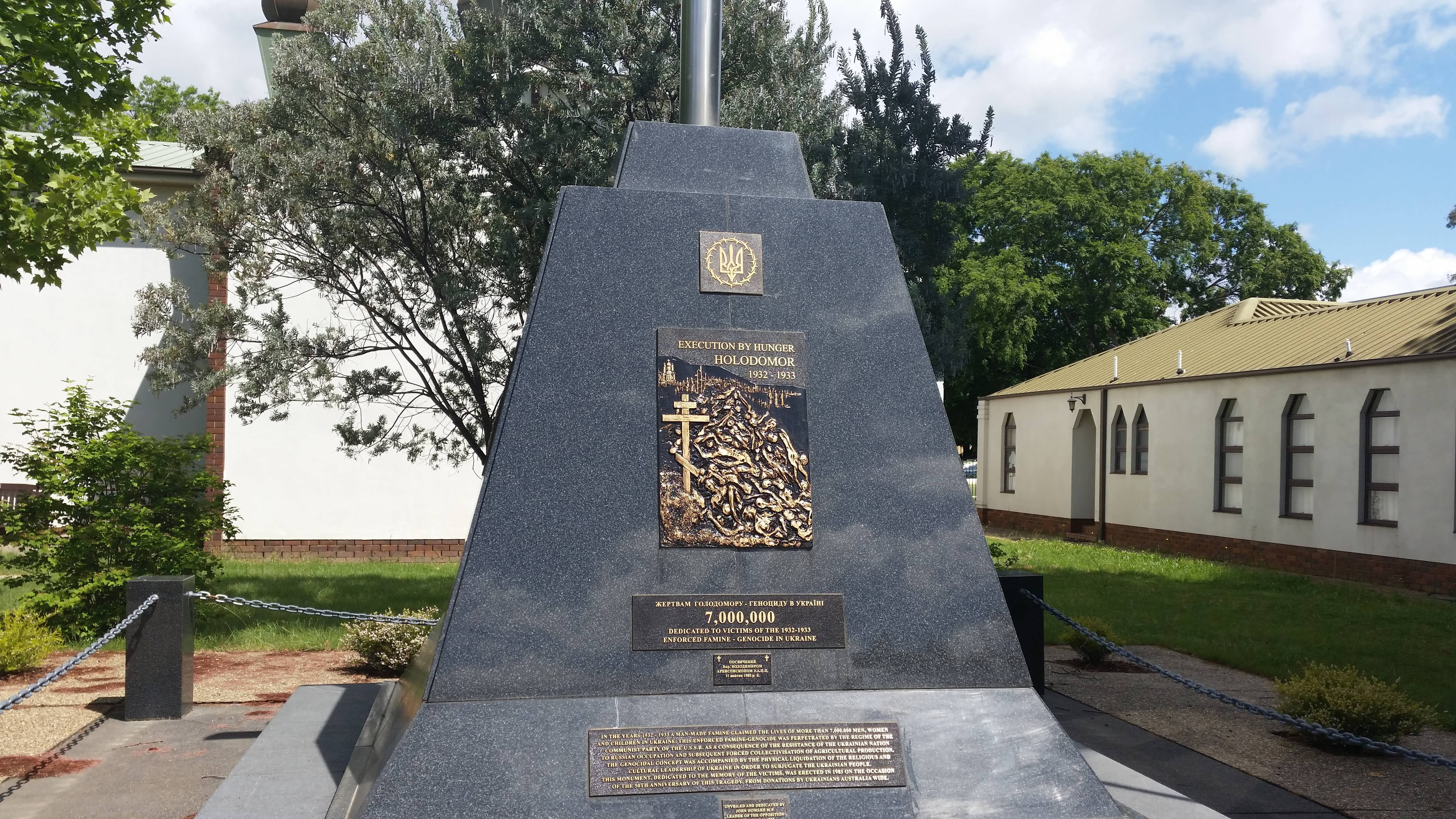
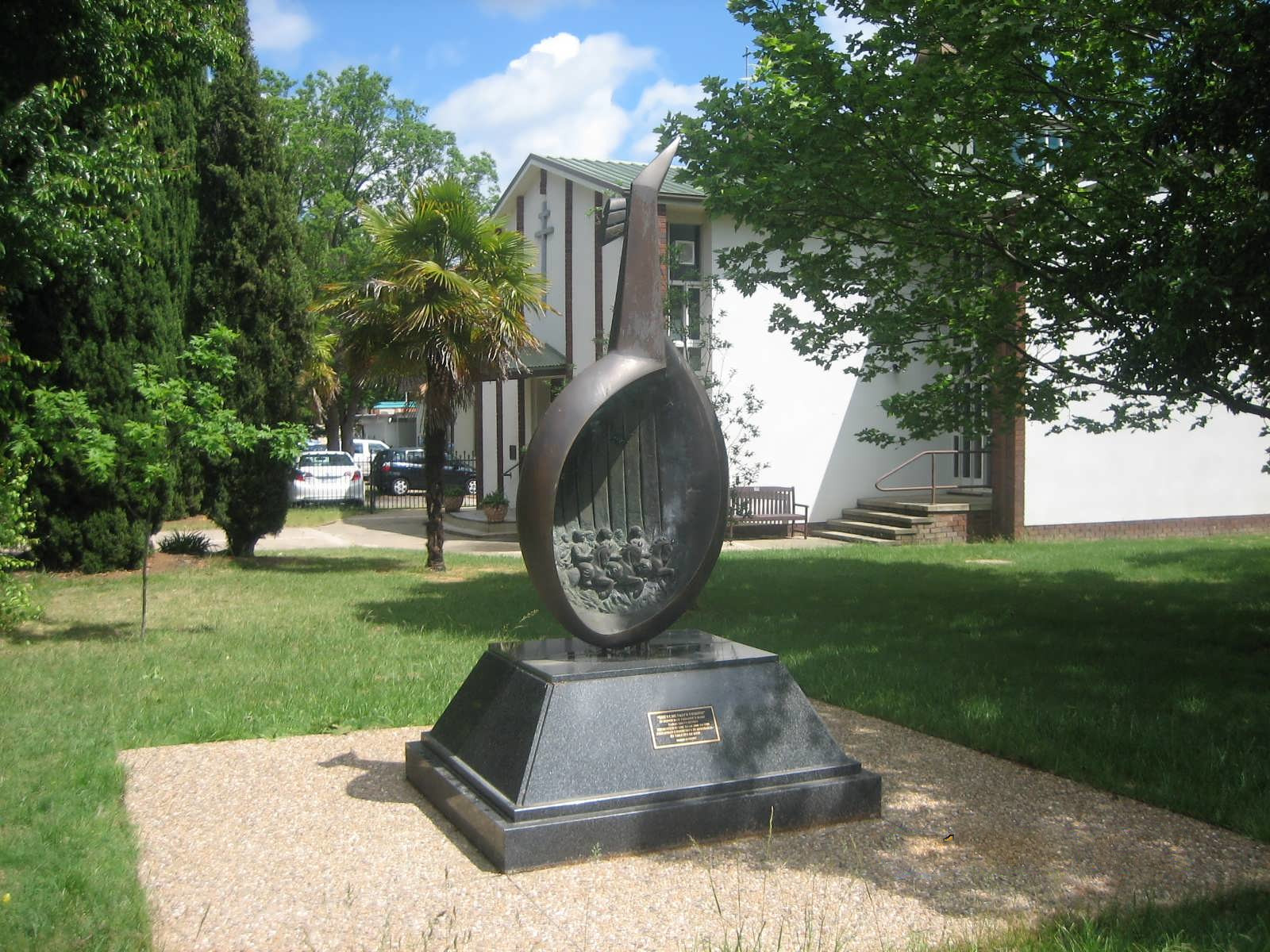
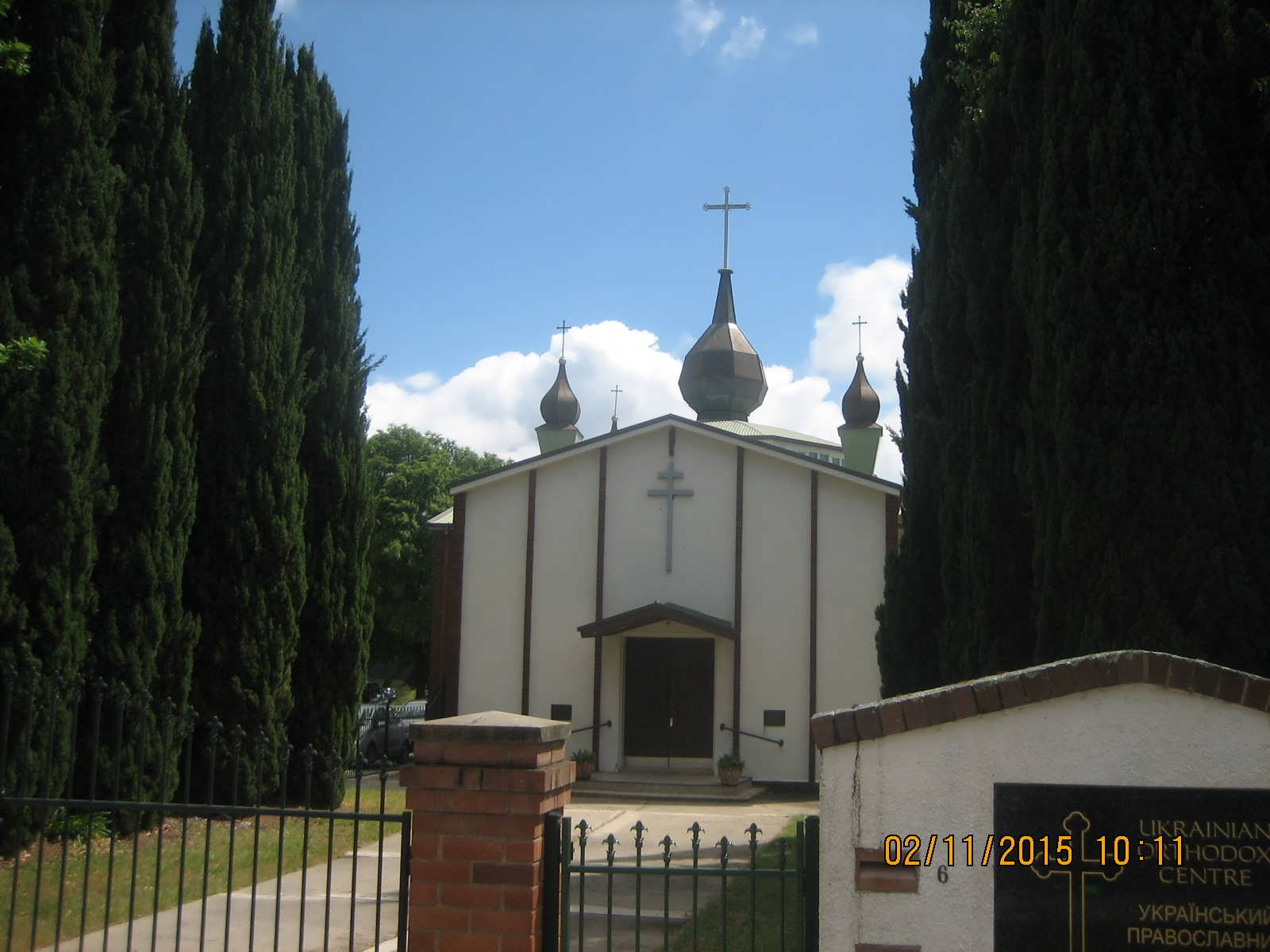
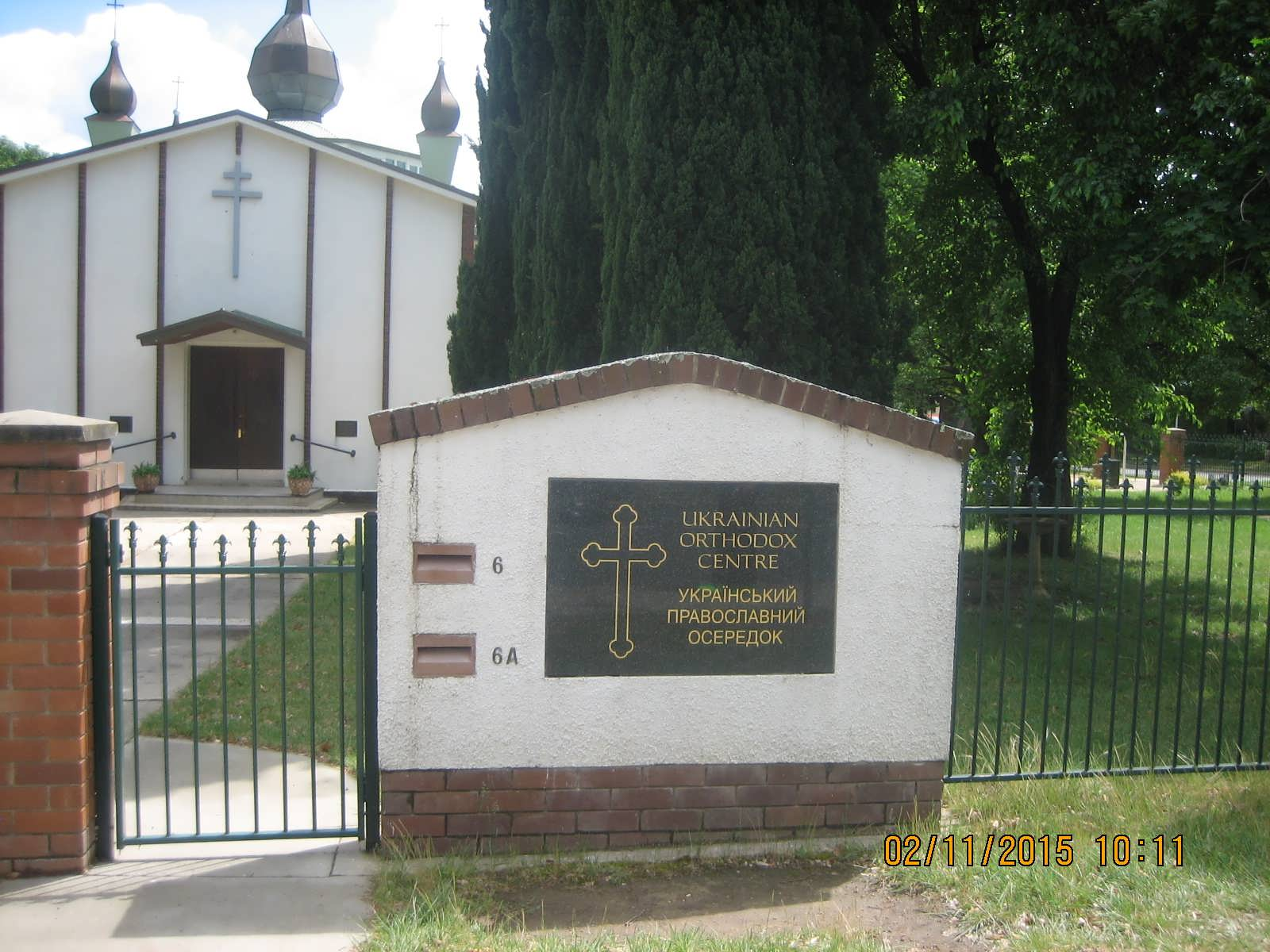
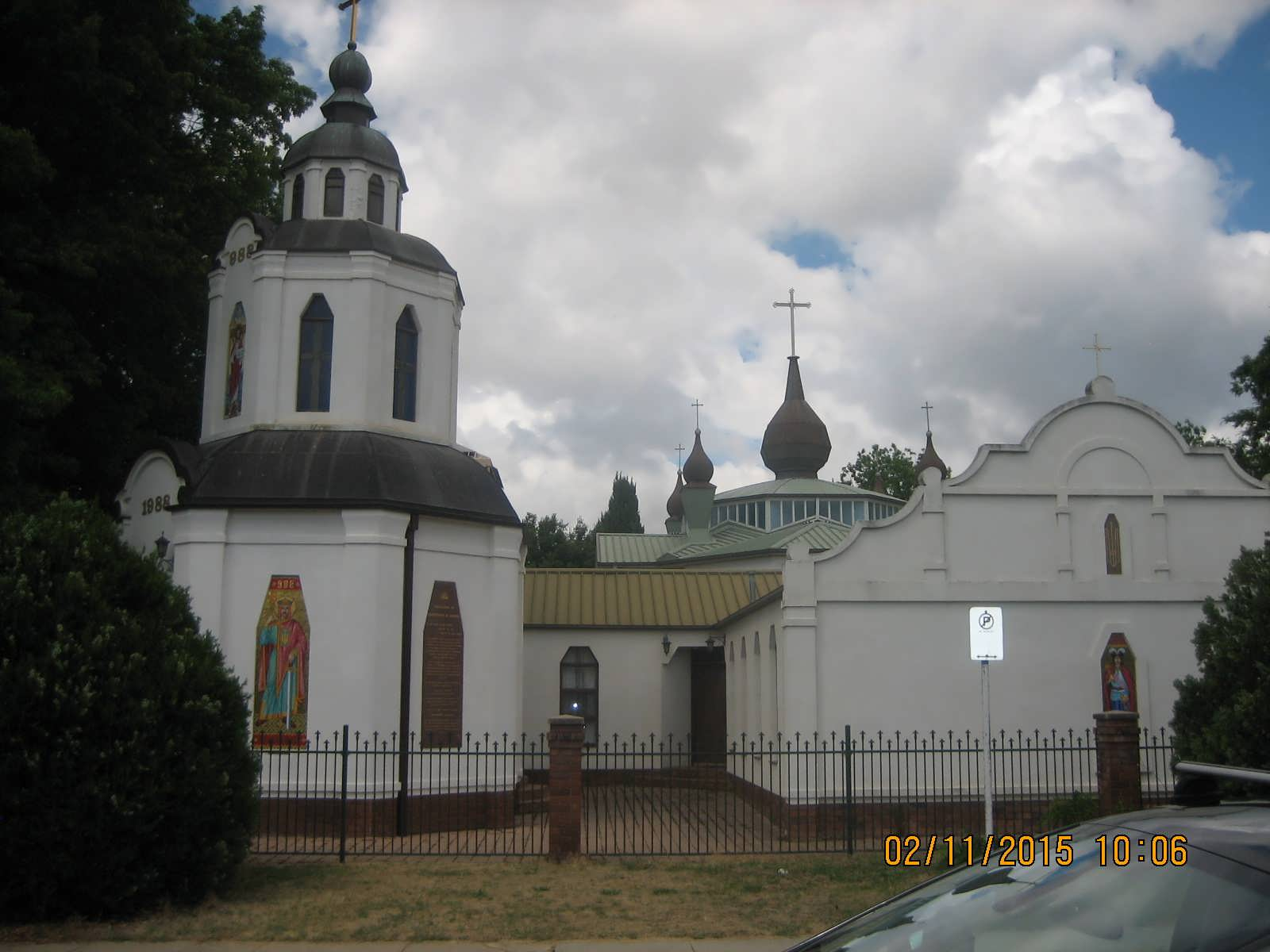
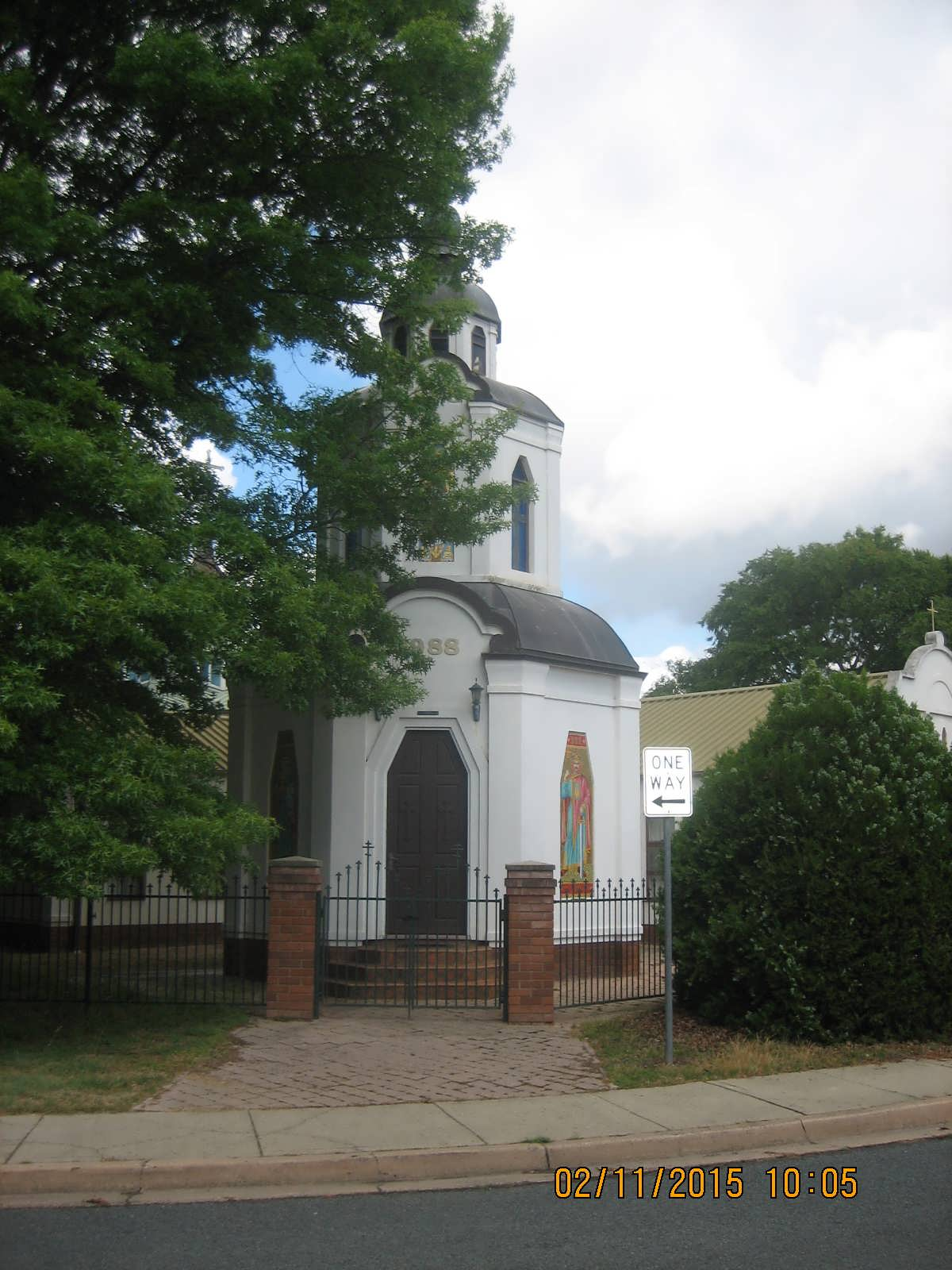
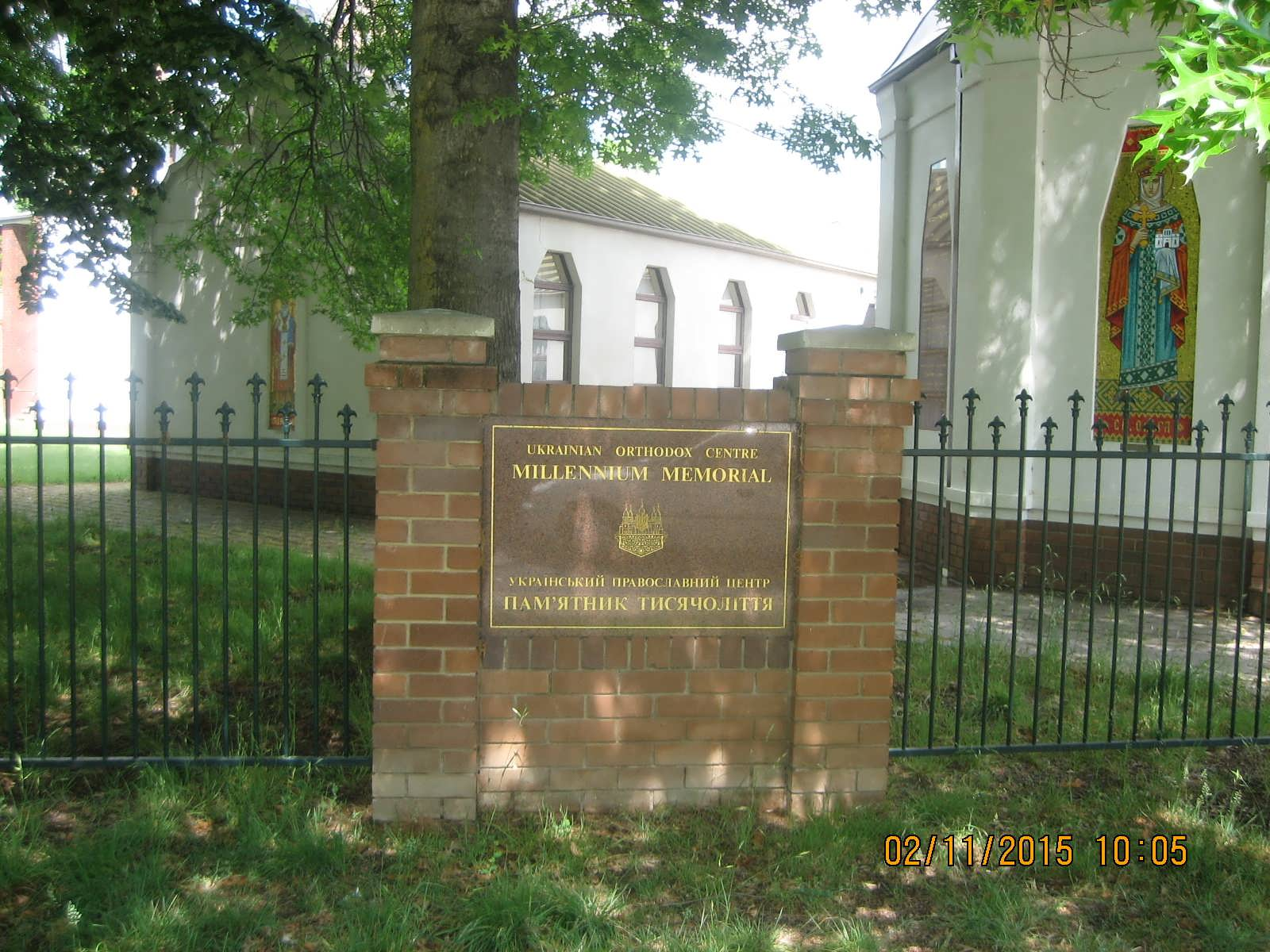
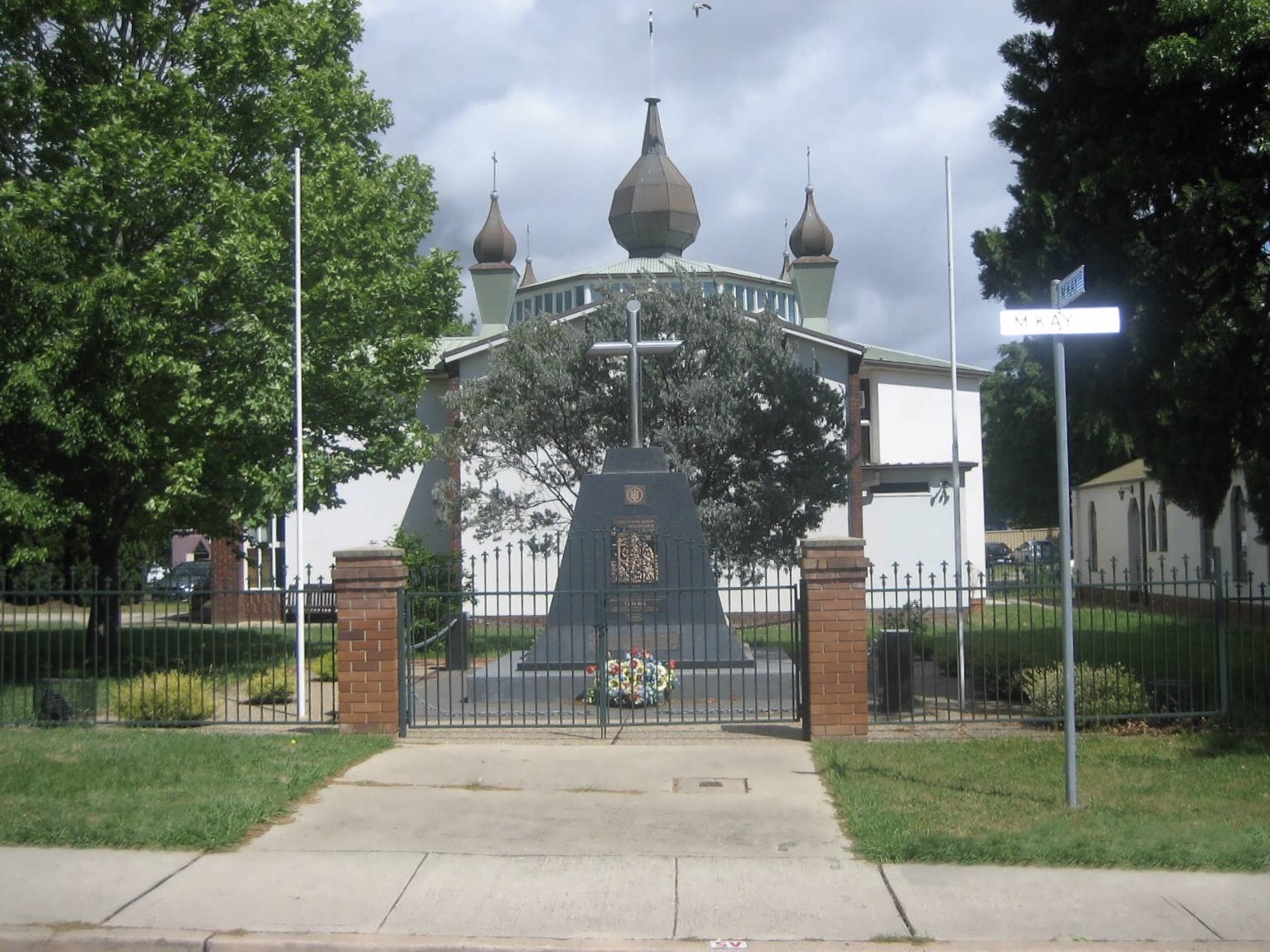
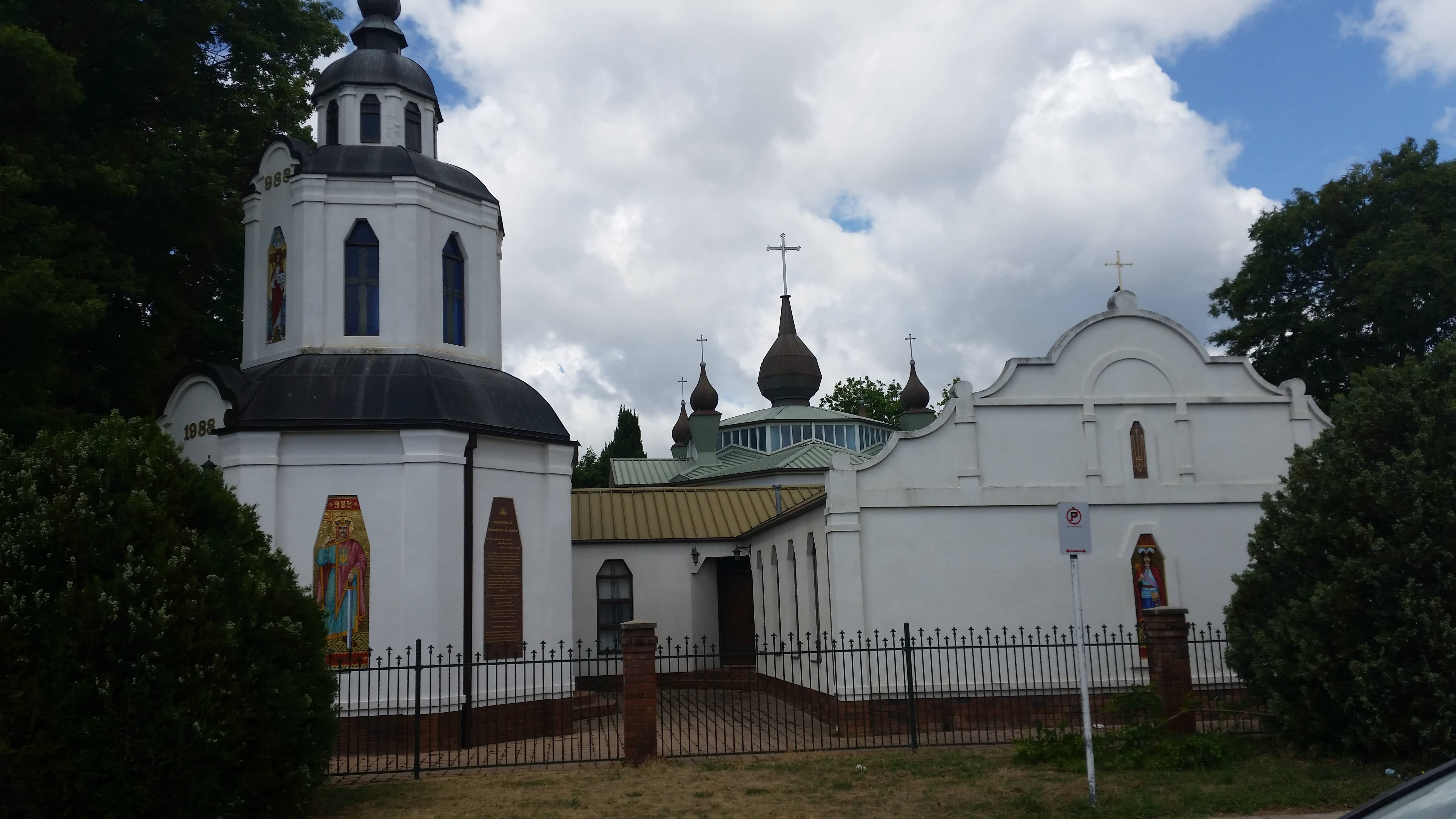